# Энкантер (залив)
Энкантер (англ. Encounter Bay) — залив в австралийском штате Южная Австралия, расположенный на южном центральном побережье штата, примерно в 100 км к югу от столицы штата Аделаиды. Назван британским исследователем Австралии Мэтью Флиндерсом после его встречи (англ. encounter) в заливе 8 апреля 1802 года с французским путешественником и исследователем Австралии Николя Боденом, командиром экспедиции 1800—1803 годов. Здесь находится устье Муррей и расположен город Виктор-Харбор.

## География

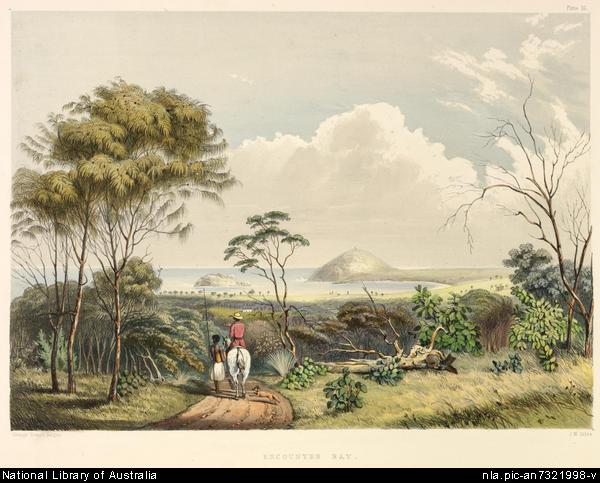
«Залив Энкантер», Джеймс Гилс (1847).

Существует два определения протяженности залива. Согласно американским источникам западная оконечность залива — Ньюленд-Хед, а восточная — устье реки Муррей. Власти Австралии рассматривают зону залива к северу от линии, соединяющей на востоке южную оконечность полуострова Флёрьё Розетта-Хед, а на западе — полуостров Янгхазбанд.
Традиционно берега залива были землями клана раминджери народа нгарринджери. По береговой линии располагаются следующие поселения: Виктор-Харбор, Порт-Эллиот, Мидлтон и Гулва. В залив впадают реки Муррей, Инман и Хайндмарш.
Острова, расположенные в заливе Энконтер, включают (с запада на восток): Райт, Гранит, Сил и Пуллен.